# Дроздовський Олександр Миколайович
Олекса́ндр Микола́йович Дроздо́вський — солдат Збройних сил України.

## З життєпису
Військовик в/ч 3012. 2 листопада 2014-го під час виконання службово-бойового завдання в зоні бойових дій зазнав осколкового поранення верхньої третини грудної клітки та перелому лівої ключиці. Проходив реабілітацію та лікування.

## Нагороди
За особисту мужність і героїзм, виявлені у захисті державного суверенітету та територіальної цілісності України, вірність військовій присязі під час російсько-української війни
- нагороджений орденом «За мужність» III ступеня (25.3.2015).